# Khôi Kỳ
Khôi Kỳ là một xã thuộc huyện Đại Từ, tỉnh Thái Nguyên, Việt Nam.

## Địa lý
Xã Khôi Kỳ nằm ở khu vực trung tâm huyện Đại Từ, có vị trí địa lý:
- Phía đông giáp thị trấn Hùng Sơn và xã Bình Thuận
- Phía tây giáp xã Hoàng Nông
- Phía nam giáp xã Mỹ Yên
- Phía bắc giáp xã Tiên Hội.

Xã Khôi Kỳ có diện tích 13,22 km², dân số năm 1999 là 5.811 người, mật độ dân số đạt 440 người/km².
Trên địa bàn xã Khôi Kỳ có hai con suối chảy từ dãy Tam Đảo và đổ ra sông Công.

## Lịch sử
Sau năm 1975, Khôi Kỳ là một xã thuộc huyện Đại Từ.
Đến năm 2019, xã Khôi Kỳ được chia thành 20 xóm: Gò Thang, Phú Nghĩa, Chùa, Sơn Mè, Đồng Hoan, Bãi Pháo, Chòi, La Phác, Gò Miều, Cuốn Cờ, Cầu Cum, Hòa Bình, Gò Vai, Gốc Quéo, Đức Long, Đồng Cà, Gò Gia, Đồng Mè, Bãi Chè, Gò Lá.
Ngày 11 tháng 12 năm 2019, sáp nhập xóm Cầu Cum vào xóm Hòa Bình.
Năm 2025, Xã Khôi kỳ cùng xã Bình Thuận, xã Lục Ba, xã Mỹ Yên được gộp lại thành xã Đại Từ trực thuộc tỉnh Thái Nguyên ( hệ thống hành chính cấp huyện đã bỏ )

## Hành chính
Xã Khôi Kỳ được chia thành 19 xóm: Bãi Chè, Bãi Pháo, Chòi, Chùa, Cuốn Cờ, Đồng Lá, Đồng Gà, Đồng Hoan, Đồng Mè, Đức Long, Gò Gia, Gò Miếu, Gò Thang, Gò Vai, Gốc Quéo, Hòa Bình, La Phác, Phú Nghĩa, Sơn Mè.

## Kinh tế - xã hội
Khôi Kỳ là một xã ATK của tỉnh Thái Nguyên và nằm trong chương trình 135 của chính phủ Việt Nam.